# Nasa (ur. 1979)
Marcos Antonio García Nascimento (ur. 21 października 1979) – brazylijski piłkarz występujący na pozycji pomocnika.

## Kariera piłkarska
Od 1999 do 2010 roku występował w Kyoto Purple Sanga, Albirex Niigata, Querétaro, Celaya, Huracanes Colima, Rampla Juniors, Peñarol, Defensor Sporting, Atenas i Deportes Concepción.